# 波浪谷

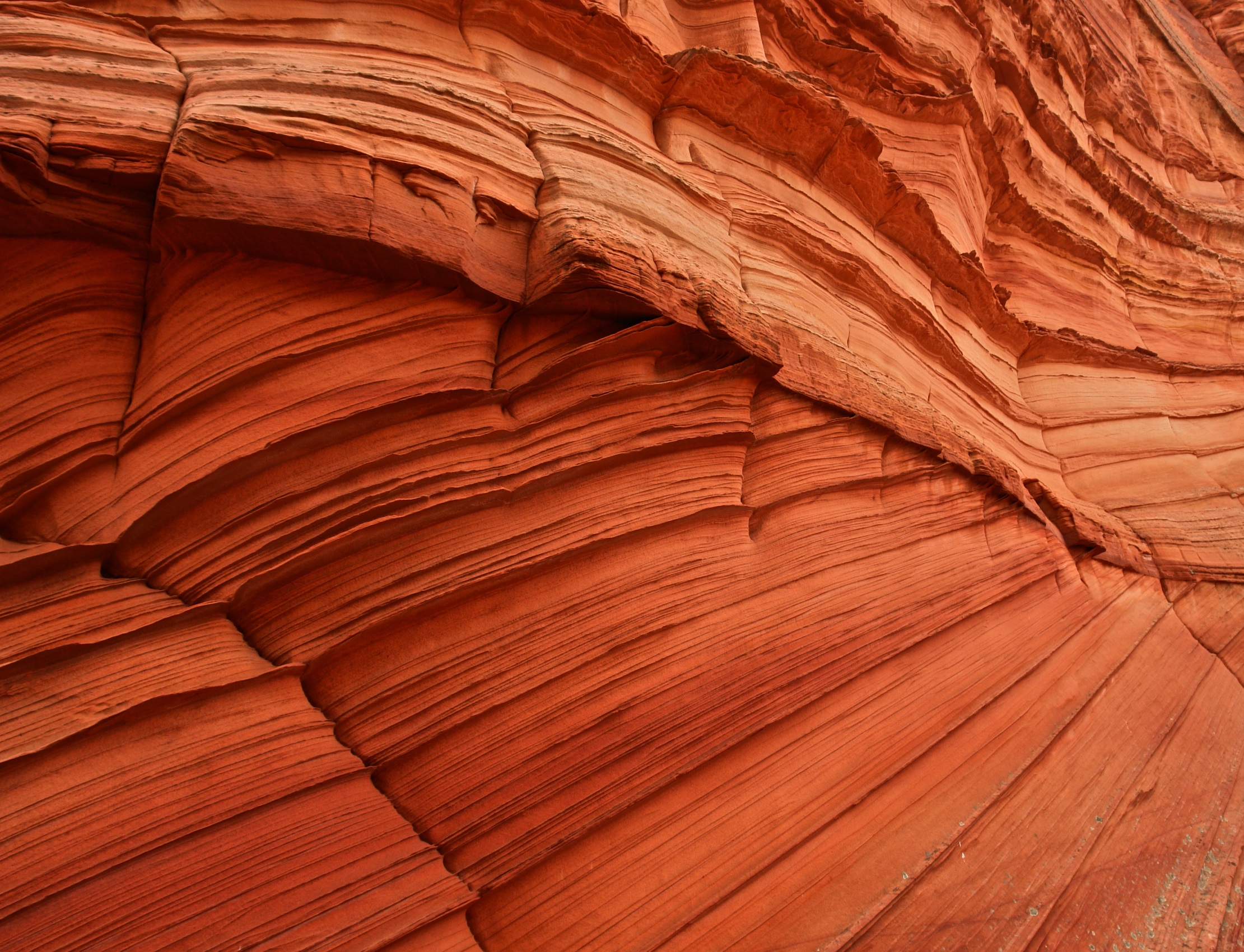
由於顆粒流和風紋層具差異侵蝕，因而造成在波浪谷中看到有規律和循環交替性的細脊和層理

波浪谷（英語：The Wave）是位於美國亞利桑那州的一個旅游勝地，靠近猶他州南部邊界。該地區位於科羅拉多高原内的帕里亞峽谷-朱紅懸崖荒野區的狼丘上。屬猶他州卡納布大階梯-埃斯卡蘭特國家紀念區的土地管理局管理。
該地區因其砂岩地層色彩繽紛、起伏的地表以及艱難徒步旅行而廣為人知。但由於地層脆弱而限制入境人數，採用每日抽籤系統（最多16人）及每月線上抽籤系統（最多48人）發放許可證.

## 地質學
波浪谷由交叉的U形槽谷組成，這些槽谷是侵蝕在侏羅紀納瓦霍砂岩内的U形槽。兩個主要槽寬62英尺（19m）、長118英尺（36m）及寬7英尺（2m）、長52英尺（16m）。最初，這些槽由不頻繁的水流沿納瓦荷砂岩內的節理面被侵蝕。它們形成後，由於水流縮小，槽現在幾乎完全被風侵蝕。在槽壁上有切入砂岩的侵蝕台階和凸起， 其方向與主要風的方向一致。
在波浪谷暴露了大面積風成砂岩内的交錯層理，由交替的顆粒流和風紋層組成。其有規律和循環交替的週期性代表了侏羅紀時期大型沙丘在沙漠中，被盛行風遷移的周期性變化。由於顆粒流和風紋層具差異侵蝕（不同的抗侵蝕能力），因而造成在波浪谷中看到有規律和循環交替性的細脊和層理。根據這些砂岩的組成顆粒尺寸不同，它們的膠結程度亦不一樣。有的砂岩很軟及脆弱，尤其是細脊和肋紋。因此，遊客必須小心行走，以免它們遭到破壞。
在某些地區，波浪谷内的納瓦荷砂岩具有變形的層理。這些變形層理是在砂岩石化之前就造成。這種變形很可能代表了這些沙子沉積後被恐龍踐踏和攪拌的結果。在北狼丘（North Coyote Buttes）地區的納瓦霍砂岩中發現了恐龍足跡和沙漠節肢動物（例如甲蟲和其他昆蟲）的化石洞穴。